# Château de Lesnières
Le château de Lesnières. est un édifice situé à Vaiges (France).

## Localisation
Le château est situé sur le territoire de la commune de Vaiges, dans le département de la Mayenne en région Pays de la Loire.

## Description
En 1600, l'ancien château est totalement démoli après l'exécution de Julien de Lesnières. Il est reconstruit au XVIIe siècle. L'intérieur du château est réaménagé en 1840. Le gros-œuvre et la charpente qui datent du XVIIe siècle ont été conservés. La chapelle est reconstruite en 1838 dans le style néogothique. Les façades du logis ont été remaniées en 1860. Plusieurs lucarnes ont conservé les armoiries de la famille de Lesnières. La grille d'entrée date du XIXe siècle, elle provient du château de Laval.

## Histoire
L'ancien château de Lesnières appartient à Michel Isambart en 1418. Il devient la propriété de la famille de Lesnières, en 1612, par Jean de Rougé. Le château est racheté, en 1806, par Ambroise Duchemin de Bois-du-Pin. Sa fille Renée, mariée à Armand Soucany de Landevoisin, en devient à son tour propriétaire. Il va ensuite dans les mains du fils ainé Edmond, puis à ses trois fils qui revendent, en 1889, le château et son domaine à Francis Robert, négociant à Paris, frère d'Anatole Robert maire et conseiller général de Vaiges. Après la mort de celui-ci, en 1905, le château  est racheté par la famille Bellier de Villentroy.